# Donald de Rochecouste
Donald de Rochecouste, né à Coulandon (Allier) le 26 juillet 1913 et mort à Angers (Maine-et-Loire) le 2 juin 2017, est un résistant français, chef de réseau et FFI.
Marié avec Roseline Clouët des Pesruches, il est le beau-frère de Jean-François Clouët des Pesruches (dit Galilée).
À la fin de la Campagne de France en 1940, il est fait prisonnier et demeure captif jusqu'en 1942. Lorsqu'il rejoint Paris, en Avril, il intègre le mouvement OCM (Organisation civile et militaire) de la Résistance. Il se voit confier en 1943, la responsabilité du 8ème arrondissement de Paris. En 1944, il décide de partir pour l'Anjou où il monte un groupe de combat de 200 membres. Ce bataillon de marche de l'Anjou intègre à ce titre les groupes mobiles des FFI. Ce groupe participe aux combats en septembre 1944 dans la Poche de Saint-Nazaire.